# Lijst van vlaggen van Azerbeidzjan
Dit is een lijst van vlaggen die in gebruik zijn of waren in Azerbeidzjan.

## Nationale vlag
| Vlag                             | Jaar van invoering | Gebruik                                                                       | Beschrijving |
| -------------------------------- | ------------------ | ----------------------------------------------------------------------------- | --- |
|                                  | 1991               | Vlag van de Republiek Azerbeidzjan                                            | Drie horizontale banen, de bovenste blauw, de middelste rood en de onderste groen, met in de mddelste baan een witte wassende maan en een achtpuntige ster aan beide kanten van de vlag. Breedte staat tot lengte als 1 : 2.                                                                                  |
| Vlaggen van officiële instanties |                    |                                                                               | |
| Vlag                             | Jaar van invoering | Gebruik                                                                       | Beschrijving |
|                                  | 1992               | Officiële vlag van de president                                               | Nationale driekleur met het landswapen in de middelste baan. |
|                                  | 2004               | Officiële vlag van de president (ter zee)                                     | Combinatie van de marinevlag met links- en rechtsboven de nationale driekleur en midden boven het landswapen. |
| Militaire vlaggen                |                    |                                                                               | |
| Vlag                             | Jaar van invoering | Gebruik                                                                       | Beschrijving |
|                                  | 1991               | Vlag van de Azerbeidzjaanse landmacht                                         | |
|                                  | 1991               | Vaandel van de Azerbeidzjaanse marine                                         | Omdat Azerbeidzjan vroeger een sovjetrepubliek was, is het vaandel van de Azerbeidzjaanse marine afgeleid van de oude sovjet-marinevlag; een wassende maan met een ster vervangt de rode ster, een blauw anker vervangt de hamer en sikkel, en de lichtblauwe balk onderin is vervangen door een golfpatroon. |
|                                  | 1991               | Vlag van de Grenswacht van Azerbeidzjan                                       | Een groene vlag met de vlag van de marine in de linkerbovenhoek. |
|                                  | 1991               | Vlag van de Azerbeidzjaanse luchtmacht                                        | |
| Historische vlaggen              |                    |                                                                               | |
| Vlag                             | In gebruik         | Gebruik                                                                       | Beschrijving |
|                                  | 1858–1883          | Vlag van het Keizerrijk Rusland                                               | Rechthoekig dundoek met drie horizontale banen van gelijke hoogte: de bovenste zwart, de middelste geel en de onderste wit. |
|                                  | 1883–1917          | Vlag van het Keizerrijk Rusland                                               | Rechthoekig dundoek met drie horizontale banen van gelijke hoogte: de bovenste wit, de middelste blauw en de onderste rood. Breedte staat tot lengte als 2 : 3. |
|                                  | 1813–1917          | Vaandel van de Russische Keizerlijke Marine                                   | Een blauw andreaskruis op een wit veld. |
|                                  | 1918               | Vlag van de Centraal-Kaspische Dictatuur                                      | Drie horizontale banen, de bovenste en de onderste lichtblauw en de middelste rood. |
|                                  | 1918               | Vlag van de Democratische Republiek Azerbeidzjan                              | Op deze vlag is de huidige vlag van het land gebaseerd. |
|                                  | 1918               | Vlag van de Gemeenschap van Bakoe                                             | Draagt de tekst Бакинскiй Совнаркомь (Bakinskij Sovnarkom). |
|                                  | 1918–1920          | Vlag van de Democratische Republiek Azerbeidzjan                              | Gelijk aan de huidige vlag. |
|                                  | 1920–1921          | Vlag van de Azerbeidzjaanse Socialistische Sovjetrepubliek                    | |
|                                  | ±1930–1936         | Vlag van de Transkaukasische Socialistische Federatieve Sovjetrepubliek       | Laatste vlag van de Transkaukasische Socialistische Federatieve Sovjetrepubliek. |
|                                  | 1937–1940          | Vlag van de Azerbeidzjaanse Socialistische Sovjetrepubliek                    | |
|                                  | 1940–1952          | Vlag van de Azerbeidzjaanse Socialistische Sovjetrepubliek                    | |
|                                  | 1952–1991          | Vlag van de Azerbeidzjaanse Socialistische Sovjetrepubliek                    | Laatste vlag van de Azerbeidzjaanse Socialistische Sovjetrepubliek. |
|                                  |                    | Achterzijde van de vlag van de Azerbeidzjaanse Socialistische Sovjetrepubliek | Op alle vlaggen van de sovjetrepublieken stonden de hamer en sikkel en de rode ster slechts aan één kant van de vlag. |
|                                  | 1937–1940          | Vlag van de Nachitsjevanse Autonome Socialistische Sovjetrepubliek            | Een versie van de vlag van de Nachitsjevanse Autonome Socialistische Sovjetrepubliek; latere versies droegen de tekst ‘Нахчыван МССР’ (Nachitsjevanse ASSR), toegevoegd aan de toenmalige vlag van de Azerbeidzjaanse Socialistische Sovjetrepubliek, zonder de Armeense naam, die op deze vlag wel staat.    |
|                                  | 1952–1991          | Vlag van de Nachitsjevanse Autonome Socialistische Sovjetrepubliek            | Laatste vlag van de Nachitsjevanse Autonome Socialistische Sovjetrepubliek. |
|                                  | 1922–1923          | Vlag van de Sovjet-Unie                                                       | |
|                                  | 1923–1924          | Vlag van de Sovjet-Unie                                                       | |
|                                  | 1924–1936          | Vlag van de Sovjet-Unie                                                       | |
|                                  | 1936–1955          | Vlag van de Sovjet-Unie                                                       | Een rood dundoek met in de linkerbovenhoek een hamer en sikkel in goud en daarboven een rode vijfpuntige ster met de contouren in goud. Breedte staat tot lengte als 1 : 2. |
|                                  | 1955–1980          | Vlag van de Sovjet-Unie                                                       | Kleine verandering van de hamer en sikkel ten opzichte van de vorige vlag van de Sovjet-Unie. |
|                                  | 1980–1991          | Vlag van de Sovjet-Unie                                                       | Iets helderder rood ten opzichte van de vorige vlag van de Sovjet-Unie. |
|                                  | 1946–1991          | Vlag van het Rode Leger                                                       | |
|                                  | 1924–1935          | Vaandel van de Marine van de Sovjet-Unie                                      | |
|                                  | 1935–1950          | Vaandel van de Marine van de Sovjet-Unie                                      | |
|                                  | 1950–1992          | Vaandel van de Marine van de Sovjet-Unie                                      | Kleine veranderingen ten opzichte van de vorige vlag. |
|                                  |                    |                                                                               | |